# Pfarrkirche Groß Gerungs

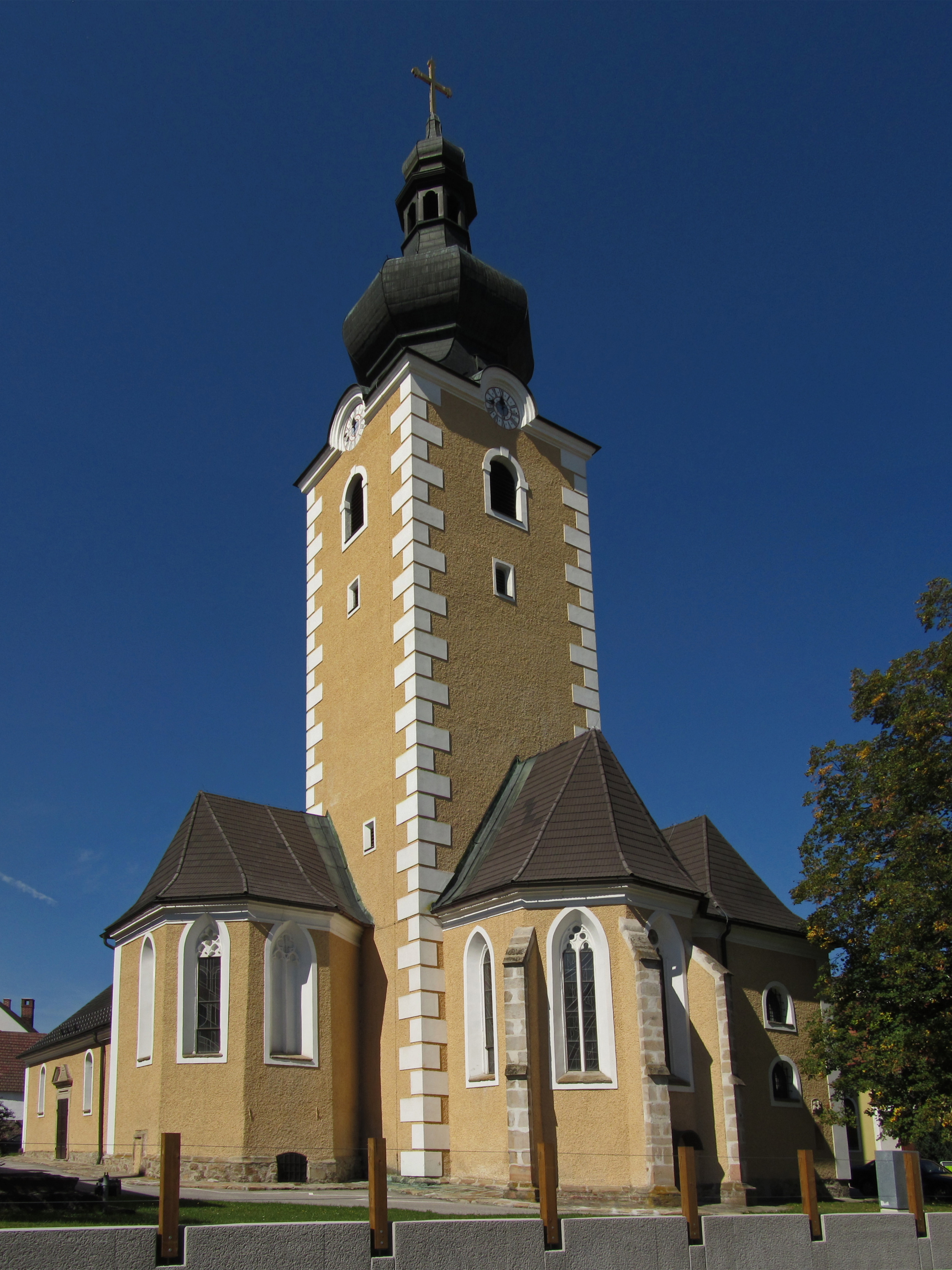
Katholische Pfarrkirche hl. Margaretha in Groß Gerungs

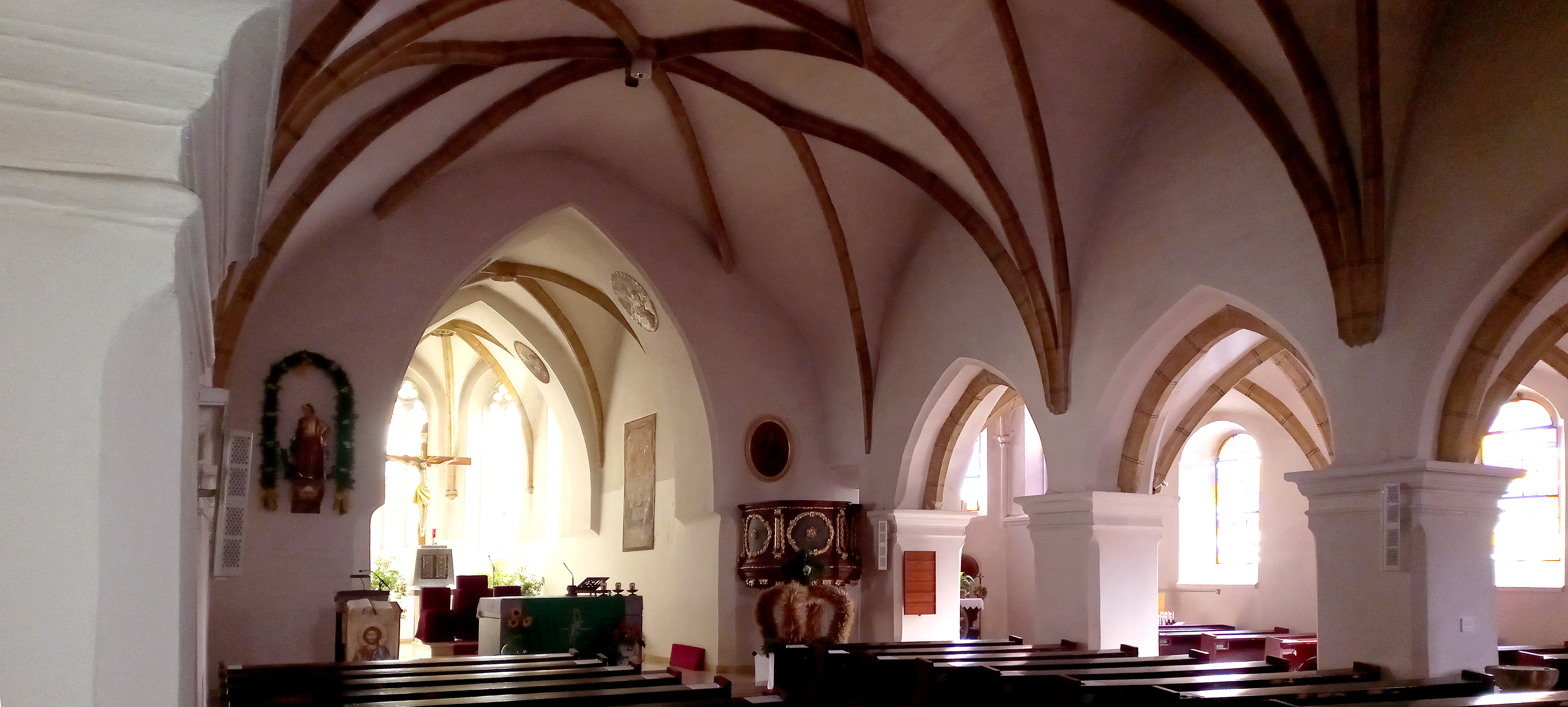
Mittelschiff, Blick zum Chor und zum südlichen Seitenschiff

Die römisch-katholische Pfarrkirche Groß Gerungs steht zwischen dem Hauptplatz und dem Anger in der Stadtgemeinde Groß Gerungs im Bezirk Zwettl in Niederösterreich. Die dem Patrozinium hl. Margareta von Antiochia unterstellte Pfarrkirche gehört zum Dekanat Zwettl der Diözese St. Pölten. Die Kirche steht unter Denkmalschutz (Listeneintrag).

## Geschichte
Die romanische Chorturmkirche aus dem 12. und 13. Jahrhundert wurde später zur dreischiffigen Stufenhalle mit drei Chorschlüssen erweitert. Eine Pfarre wurde 1295 urkundlich genannt. Im vierten Viertel des 14. Jahrhunderts erfolgte hinter dem Chorturmquadrat der Zubau eines gotischen Chores, 1382 wurde der Zubau einer Frauenkapelle fertiggestellt, welche 1402 nach Westen als südliches Seitenschiff verlängert wurde. Im Ende des 15. Jahrhunderts wurde das Mittelschiff gewölbt. Nach einem Brand (1698) erfolgte 1719 der Zubau eines nördlichen Seitenschiffes, der Anbau einer Sakristei und eine barocke Umgestaltung der Fassade. 1760 wurde der Turm erhöht und 1866 ein Zwiebelhelm aufgesetzt. 1953 wurde eine Westempore eingebaut und die Kirche außen restauriert. 1976 fand eine Innenrestaurierung statt.

## Architektur
Das Langhaus zeigt sich mit der Gliederung mit Pilastern barock, auch die drei Portale mit Giebelaufsätzen und den Jahresangaben 1713, 1714 und 1719 sowie die Rundbogenfenster sind barock. Der im Kern romanische Turm wurde mit einer Ortsteinputzgliederung, mit rundbogigen Schallfenstern und einem Zwiebelhelm barockisiert. Der gotische Chor mit einem Fünfachtelschluss hat abgetreppte Strebepfeiler und Spitzbogenfenster, das zweibahnige ostseitige Maßwerkfenster ist vermauert. Die gotische Südkapelle mit einem Dreiseitschluss hat Fenster mit Maßwerkresten. Nördlich des Chorquadrats ist ein der Südkapelle angeglichener Nebenchor angebaut, der Nebenchor wird teils durch die nördlich des Chors angebaute zweigeschoßige Sakristei verdeckt.
Das Kircheninnere zeigt sich als dreischiffiges Langhaus mit einem Netzrippengewölbe mit Scheibenschlusssteinen im höheren Mittelschiff. Im Mittelschiff ist eine Westempore aus 1953. Die Seitenschiffe sind mit Spitzbogenarkaden zum Mittelschiff geöffnet. Das südliche vierjochige Seitenschiff hat Kreuzrippengewölbe mit gekehlten Rippen mit einem Wappenschlussstein mit der Jahresangabe 1402. Der Südchor als Frauenkapelle hat ein sechsstrahliges Kreuzrippengewölbe mit einem Rosettenschlussstein. Der Südchor erhielt um 1760 eine Stuckgestaltung im Stil des Rokoko. Das nördliche dreieinhalbjochige Seitenschiff ist barock mit Pilastern gegliedert und hat Kreuzgratgewölbe. Der Nordchor hat ein dem Südchor angeglichenes sechsteiliges Gratgewölbe über geknickten Doppelpilastern. Das Turmerdgeschoß bzw. Chorvorquadrat hat ein Kreuzrippengewölbe mit spitzbogigen Öffnungen zum Langhaus und Chor. Der Chor in gleicher Breite wie das Chorvorquadrat hat ein sechsteiliges Kreuzrippengewölbe auf halbrunden Diensten. Die Sakristei hat barocke Kreuzgratgewölbe, das Oratorium im Obergeschoß hat Flachbogenfenster.
Die Wandmalerei im Chor aus dem Ende des 18. Jahrhunderts zeigt links Christi Himmelfahrt und rechts Letztes Abendmahl und in den Bogenlaibungen Medaillons mit Evangelistenhalbfiguren. Die Glasmalerei zeigt Maria mit Kind, hl. Anna, mit 1802, und Herz Jesu aus der zweiten Hälfte des 19. Jahrhunderts.

## Ausstattung
Die Chorwand trägt ein Kruzifix aus der ersten Hälfte des 18. Jahrhunderts. Es gibt einen Volksaltar aus 1976. Der rechte Seitenaltar als Säulenaltar mit Stuckmarmor aus der Mitte des 18. Jahrhunderts trägt eine Madonna mit Strahlenkranz. Der linke Seitenaltar mit gedrehten Säulen aus der ersten Hälfte des 18. Jahrhunderts trägt mittig die Figur Maria mit Kind mit seitlichen Engelsfiguren und den Seitenfiguren Michael und Johannes der Täufer.
Die Orgel mit 18 Registern baute Gregor Hradetzky (1957). Eine Glocke nennt Simon Selner 1636.